# Isidro Gomá y Tomás
Isidro Gomá y Tomás (Tarragona, 19 de agosto de 1869 - Toledo, 22 de agosto de 1940) foi um clérigo e escritor espanhol, cardeal primado de Espanha durante a Guerra Civil, em que desempenhou um destacado papel. Faleceu em Toledo, aos 71 anos.
Foi bispo de Taraçona de 1927 a 1933 e arcebispo de Toledo de 1933 a 1940.